# Lago di Montespluga
Il Lago di Montespluga è un lago artificiale italiano situato in provincia di Sondrio, Lombardia. Posto ad un'altitudine di 1901 m s.l.m., è stato creato, tramite la costruzione di due dighe sul torrente Liro, come serbatoio di accumulo per la centrale idroelettrica sita a Isola, frazione di Madesimo.

## Descrizione
Il lago occupa una superficie di 1,69 km², con una profondità massima di 67 m ed una capacità di circa 32 milioni di metri cubi di acqua.
Il bacino imbrifero si estende su un'area tra i 24 e i 25,6 km² con una quota media di 2550 m e massima di 3275 m s.l.m..

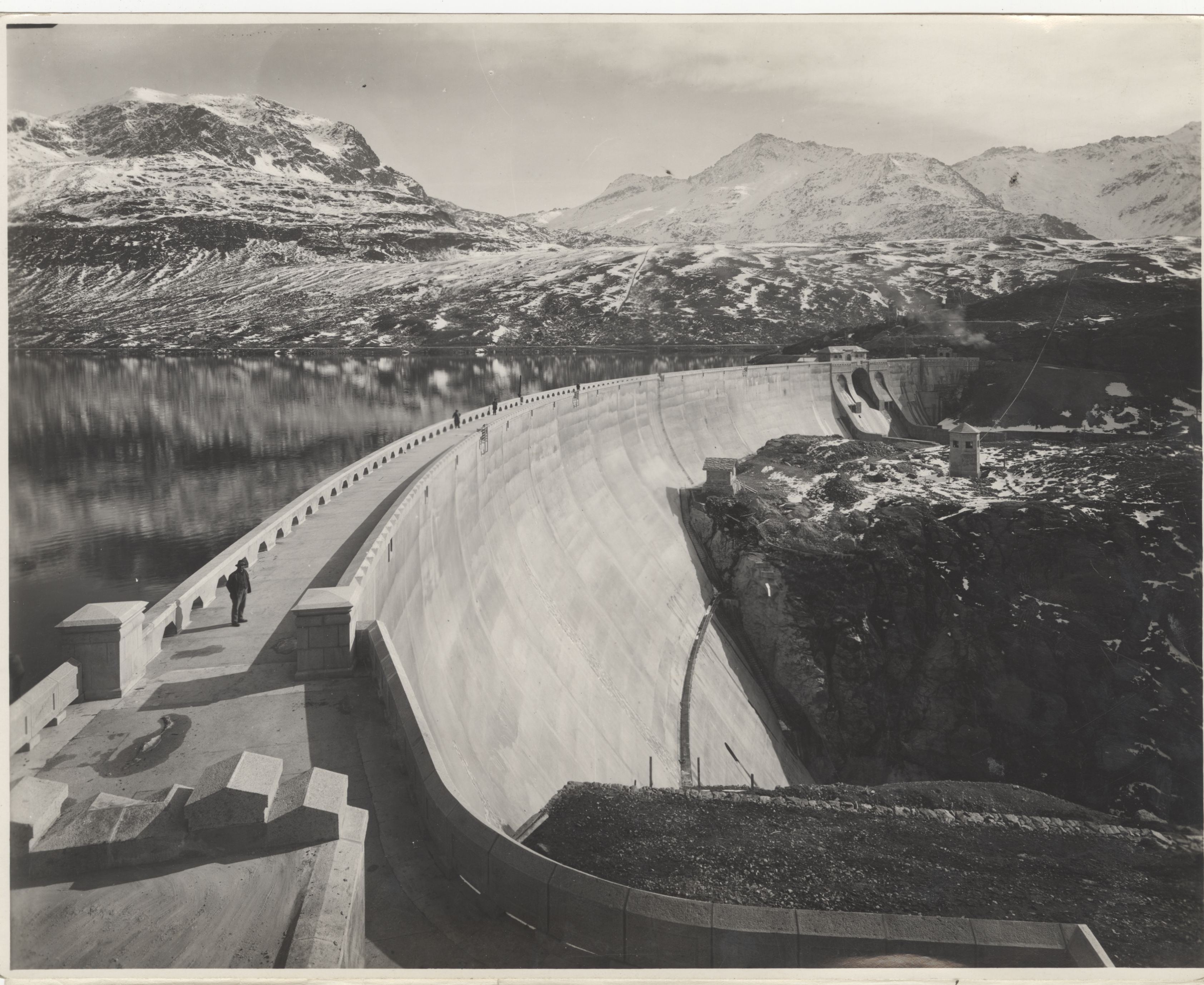
La diga di Montespluga in una foto del 1956 dall'Archivio storico del Touring Club Italiano

## Filmografia
Il Lago di Montespluga è stato ripreso in una scena del film Sposerò Simon Le Bon del 1985.
Il Lago di Montespluga è stato l'ambientazione del videoclip diretto da Simone Rovellini del singolo Inuyasha del cantautore italiano Mahmood, pubblicato il 5 febbraio 2021.